# Dodge College of Film and Media Arts
Dodge College of Film and Media Arts es una de las diez facultades de la Universidad Chapman, ubicada en Orange County, California, 40 millas (64,4 km) al sur de Los Ángeles. La facultad ofrece títulos de pregrado y posgrado, incluyendo programas en producción creativa, guion, producción cinematográfica, documental, relaciones públicas, noticias, artes digitales, publicidad, estudios del cine, escritura para televisión, producción y actuación para cine.
Dodge College consta con aproximadamente 1465 estudiantes: 1209 en el programa de pregrado y 256 en el programa de posgrado.

## Historia
La Facultad de Cine y Televisión de Dodge College fue fundada en 1996 con Robert Bassett como decano fundador. Posteriormente, Bassett lideró una campaña que recaudó 52 millones de dólares para construir y equipar un nuevo edificio. Una donación de 20 millones de dólares de Lawrence y Kristina Dodge posibilitó la construcción del Lawrence and Kristina Dodge College of Film and Media Arts, ubicado en Marion Knott Studios, que recibió el nombre de la filántropa Marion Knott, pues ella también hizo una donación importante al proyecto.
El decano actual es Stephen Galloway, el ex-editor ejecutivo de The Hollywood Reporter, quien comenzó a ejercer a partir del 30 de marzo de 2020.

## Instalaciones
La escuela está ubicada en tres edificios en la ciudad de Orange, California.
Marion Knott Studios, un estudio 76 000 pies cuadrados (7100 m)   edificio diseñado para replicar un estudio de producción en funcionamiento Abierto las 24 horas del día, los 7 días de la semana para los estudiantes, incluye dos estudios de sonido, salas de audiciones y el teatro Folino con capacidad para 500 personas.
El Centro de Artes y Medios Digitale es un edificio de 18 000 pies cuadrados (1700 metros) donde se enseñan los programas de Artes Digitales - Animación y Efectos Visuales, y fue inaugurado en el otoño de 2014. El Centro de Artes y Medios Digitales es un estudio en funcionamiento, de estándar industrial, que rivaliza con los de Pixar, Disney, Microsoft y Google. Combina "espacios de reunión" que incluyen una cafetería, un salón interior y un gran patio con mesas de pícnic, con aulas flexibles y laboratorios que brindan a los estudiantes de Dodge College acceso a la tecnología que incluye:
Chapman Studios West  es un edificio de 38 000 pies cuadrados que respalda el programa de realización de documentales de Dodge College en el Centro Documental Dhont. Incluye un almacén de utilería, un escenario cinematográfico y una sala de proyecciones.

## Alumnos célebres
- Jason Michael Brescia, guionista y director ( The Newest Pledge )
- Matt Duffer y Ross Duffer, creadores ( Stranger Things )
- Hannah Einbinder, actriz ( Hacks )
- Parker Finn, director ( Smile )
- Arden Jones, rapero
- Ben York Jones, escritor ( Como loco )
- Harshvardhan Kapoor, actor ( Mirzya, Bhavesh Joshi )
- Olatunde Osunsanmi, director ( El cuarto tipo )
- Chris Marrs Piliero, ganador de un premio musical VMA
- Justin Simien, creador de Dear White People
- Josie Totah, actriz, guionista y productora ( Los Bucaneros )
- Gala del Sol, guionista y directora ( Llueve sobre Babel )